# Emre Taşdemir
Emre Taşdemir (Ankara, 8 agosto 1995) è un calciatore turco, difensore del Gaziantep.

## Caratteristiche tecniche
Terzino sinistro veloce e dotato di buona tecnica individuale, è molto abile nella fase offensiva mentre pecca in quella difensiva.

## Statistiche

### Presenze e reti nei club
Statistiche aggiornate all'8 febbraio 2025.
| Stagione          | Squadra           | Campionato        | Campionato | Campionato | Coppe nazionali | Coppe nazionali | Coppe nazionali | Coppe continentali | Coppe continentali | Coppe continentali | Altre coppe | Altre coppe | Altre coppe | Totale | Totale |
| Stagione          | Squadra           | Comp              | Pres       | Reti       | Comp            | Pres            | Reti            | Comp               | Pres               | Reti               | Comp        | Pres        | Reti        | Pres   | Reti   |
| ----------------- | ----------------- | ----------------- | ---------- | ---------- | --------------- | --------------- | --------------- | ------------------ | ------------------ | ------------------ | ----------- | ----------- | ----------- | ------ | ------ |
| 2012-2013         | Ankaragücü        | 1.Lig             | 6          | 0          | TK              | -               | -               | -                  | -                  | -                  | -           | -           | -           | 6      | 0      |
| 2013-2014         | Ankaragücü        | SL                | 24         | 6          | TK              | 1               | 1               | -                  | -                  | -                  | -           | -           | -           | 25     | 7      |
| Totale Ankaragücü | Totale Ankaragücü | Totale Ankaragücü | 30         | 6          |                 | 1               | 1               |                    | -                  | -                  |             | -           | -           | 31     | 7      |
| 2014-2015         | Bursaspor         | SL                | 13         | 0          | TK              | 12              | 0               | -                  | -                  | -                  | -           | -           | -           | 25     | 0      |
| 2015-2016         | Bursaspor         | SL                | 22         | 0          | TK              | 5               | 1               | -                  | -                  | -                  | TSK         | 1           | 0           | 28     | 1      |
| 2016-2017         | Bursaspor         | SL                | 6          | 1          | TK              | 1               | 0               | -                  | -                  | -                  | -           | -           | -           | 7      | 1      |
| 2017-2018         | Bursaspor         | SL                | 5          | 0          | TK              | -               | -               | -                  | -                  | -                  | -           | -           | -           | 5      | 0      |
| ago.-dic. 2018    | Bursaspor         | SL                | 1          | 0          | TK              | -               | -               | -                  | -                  | -                  | -           | -           | -           | 1      | 0      |
| Totale Bursaspor  | Totale Bursaspor  | Totale Bursaspor  | 47         | 1          |                 | 18              | 1               |                    | -                  | -                  |             | 1           | 0           | 65     | 2      |
| gen.-giu.2019     | Galatasaray       | SL                | 7          | 0          | TK              | 3               | 0               | -                  | -                  | -                  | -           | -           | -           | 10     | 0      |
| 2019-gen. 2020    | Galatasaray       | SL                | 6          | 0          | TK              | 1               | 0               | -                  | -                  | -                  | -           | -           | -           | 7      | 0      |
| gen.-giu.2020     | Kayserispor       | SL                | 10         | 0          | TK              | 0               | 0               | -                  | -                  | -                  | -           | -           | -           | 10     | 0      |
| 2020-2021         | Galatasaray       | SL                | 9          | 0          | TK              | 2               | 0               | UEL                | 1                  | 0                  | -           | -           | -           | 12     | 0      |
| lug.2021          | Galatasaray       | SL                | -          | -          | TK              | -               | -               | UCL                | 2                  | 0                  | -           | -           | -           | 2      | 0      |
| 2021-2022         | Giresunspor       | SL                | 18         | 0          | TK              | 1               | 0               |                    | -                  | -                  | -           | -           | -           | 12     | 0      |
| 2022-2023         | Galatasaray       | SL                | 5          | 1          | TK              | 1               | 0               |                    | -                  | -                  | -           | -           | -           | 6      | 1      |
| Totale Galatsaray | Totale Galatsaray | Totale Galatsaray | 28         | 1          |                 | 7               | 0               |                    | 3                  | 0                  |             | -           | -           | 38     | 1      |
| 2023-2024         | Pendikspor        | SL                | 12         | 0          | TK              | 1               | 0               |                    | -                  | -                  | -           | -           | -           | 13     | 0      |
| 2024-2025         | Gaziantep         | SL                | 8          | 1          | TK              | 3               | 0               |                    | -                  | -                  | -           | -           | -           | 11     | 1      |
| Totale carriera   | Totale carriera   | Totale carriera   | 152        | 9          |                 | 31              | 2               |                    | 3                  | 0                  |             | 1           | 0           | 187    | 11     |

### Cronologia presenze e reti in nazionale
| Cronologia completa delle presenze e delle reti in nazionale ― Turchia | Cronologia completa delle presenze e delle reti in nazionale ― Turchia | Cronologia completa delle presenze e delle reti in nazionale ― Turchia | Cronologia completa delle presenze e delle reti in nazionale ― Turchia | Cronologia completa delle presenze e delle reti in nazionale ― Turchia | Cronologia completa delle presenze e delle reti in nazionale ― Turchia | Cronologia completa delle presenze e delle reti in nazionale ― Turchia | Cronologia completa delle presenze e delle reti in nazionale ― Turchia |
| Data                                                                   | Città                                                                  | In casa                                                                | Risultato                                                              | Ospiti                                                                 | Competizione                                                           | Reti                                                                   | Note                                                                   |
| ---------------------------------------------------------------------- | ---------------------------------------------------------------------- | ---------------------------------------------------------------------- | ---------------------------------------------------------------------- | ---------------------------------------------------------------------- | ---------------------------------------------------------------------- | ---------------------------------------------------------------------- | ---------------------------------------------------------------------- |
| 8-6-2015                                                               | Istanbul                                                               | Turchia                                                                | 4 – 0                                                                  | Bulgaria                                                               | Amichevole                                                             | -                                                                      |                                                                        |
| 12-6-2015                                                              | Almaty                                                                 | Kazakistan                                                             | 0 – 1                                                                  | Turchia                                                                | Qual. Euro 2016                                                        | -                                                                      | 75’                                                                    |
| 13-11-2015                                                             | Doha                                                                   | Qatar                                                                  | 1 – 2                                                                  | Turchia                                                                | Amichevole                                                             | -                                                                      | 73’                                                                    |
| 17-11-2015                                                             | Istanbul                                                               | Turchia                                                                | 3 – 0                                                                  | Grecia                                                                 | Amichevole                                                             | -                                                                      | 81’                                                                    |
| 2-6-2019                                                               | Alanya                                                                 | Turchia                                                                | 2 – 0                                                                  | Uzbekistan                                                             | Amichevole                                                             | -                                                                      |                                                                        |
| Totale                                                                 |                                                                        | Presenze                                                               | 5                                                                      |                                                                        | Reti                                                                   | 0                                                                      |                                                                        |

## Palmarès

### Club

#### Competizioni nazionali
- Coppa di Turchia: 1

Galatasaray: 2018-2019
- Campionato turco: 2

Galatasaray: 2018-2019, 2022-2023
- Supercoppa di Turchia: 1

Galatasaray: 2019